# Bi-Amping

Schematischer Vergleich von Mono-Amping, passivem Bi-Amping und aktivem Bi-Amping am Beispiel einer Zweiwege-Lautsprecherbox

 In der Unterhaltungselektronik bezeichnet Bi-Amping (von lat. bi „zwei, doppelt“ und engl. amplify „verstärken“) die Technik, eine Lautsprecherbox mit zwei oder mehr externen Verstärker-Endstufen zu betreiben. Hierbei werden mehrere Lautsprecherchassis oder Gruppen von Lautsprecherchassis, welche gemeinsam in einer Box arbeiten, jeweils mit einer separaten Endstufe angesteuert.

## Zahl der Endstufen je Kanal und Begriffe
In der Regel verwendet man zwei Endstufen je Kanal, was das „Bi“ in Bi-Amping begründet. Man kann das Signal jedoch auch in drei oder mehr Zweige aufteilen. Häufig werden auch diese Varianten vom Begriff „Bi-Amping“ erfasst, obwohl hierfür auch die etwas exakteren Ausdrücke Tri-Amping für drei Endstufen je Kanal und Multi-Amping als Oberbegriff für alle Wegezahlen verwendet werden.
Als Gegenstück zum Bi-Amping wird der Betrieb der Lautsprecherbox mit nur einer Endstufe je Box als Single-Amping oder Mono-Amping bezeichnet.

## Varianten
Grundsätzlich muss die verwendete Lautsprecherbox für Bi-Amping vorbereitet sein, das heißt, sie muss für jeden zuzuführenden Verstärkerausgang eigene Anschlüsse haben. Eventuell vorhandene Blechbrücken oder Kabelstücke, die die beiden Anschlüsse für das Mono-Amping verbinden, müssen entfernt werden.
Man unterscheidet zwei Arten des Bi-Ampings:

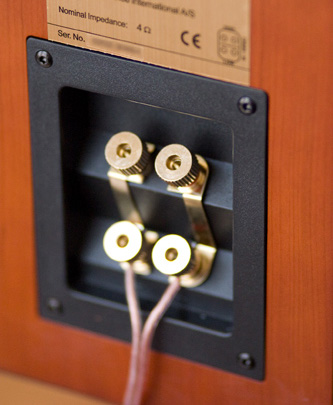
Für Bi-Amping und Bi-Wiring geeignetes Anschlussterminal einer Lautsprecherbox (hier im Mono-Amping/Wiring verwendet, mit abnehmbaren Blechbrücken)

- Passives  Bi-Amping: Da die meisten Lautsprecherboxen eine fest eingebaute passive Frequenzweiche aufweisen, ist die gebräuchlichste Form des Bi-Ampings das passive Bi-Amping, bei dem beiden Zweigen vom Verstärker das volle Frequenzspektrum zugeführt wird, und die passive Weiche im Tieftonzweig mittels eines Tiefpassfilters die hohen Frequenzen aus dem Signal filtert, im Mittelhochtonzweig mittels eines Hochpassfilters die tiefen Frequenzen.
- Aktives Bi-Amping: Die zweite Variante ist das Bi-Amping mit einer aktiven Frequenzweiche, die das Signal noch vor den Endstufen in die jeweiligen Wege aufteilt. Diese Signale werden anschließend getrennt verstärkt. Neben der aktiven Frequenzweiche erfordert diese Methode, dass in der Lautsprecherbox keine passive Frequenzweiche mehr im Signalweg ist. Da dies bei den handelsüblichen Lautsprechern für den Heimbereich eine vom Hersteller nicht vorgesehene Öffnung und Modifikation der Box erfordert, findet aktives Bi-Amping fast nur im PA-Bereich sowie in vielen fertigen Aktivboxen Anwendung.[3]

## Verschaltung der Verstärker
Bei AV-Receivern besteht häufig die Möglichkeit, nicht benötigte Endstufen für die Front-Lautsprecher im Bi-Amping-Betrieb zu nutzen. Hier gibt es keine Variationen bezüglich der Verschaltung.
Bei der Nutzung von zwei oder mehr Stereo-Verstärkern ergeben sich für Stereoanwendungen zwei unterschiedliche Möglichkeiten:
- Horizontales Bi-Amping: Hierbei wird für den Basszweig beider Kanäle jeweils ein Kanal desselben Stereoverstärkers genutzt, ebenso für jeden weiteren Zweig. Es können so Endstufen unterschiedlicher Ausgangsleistung für jeden Weg verwendet werden, etwa ein besonders leistungsstarker Verstärker für den meist leistungshungrigen Basszweig und ein weniger leistungsstarker Verstärker für den Mittelhochtonzweig.
- Vertikales Bi-Amping: Jeder Lautsprecher hat einen eigenen Stereoverstärker, bei welchem der Hochtonzweig von einem Kanal verstärkt wird und der Tieftonzweig von dem anderen Kanal. Hier sollten möglichst zwei gleiche Verstärker für den rechten und linken Kanal verwendet werden.

## Vor- und Nachteile
Vor- und Nachteile von Bi-Amping sind umstritten. Wissenschaftlich fundierte Publikationen sind nicht bekannt. Von Herstellern und Audio-Publikumszeitschriften wird Bi-Amping überwiegend als klangverbessernd beschrieben; in Internetforen wird das Thema hingegen sehr kontrovers diskutiert. Viele Anwender berichten von teils enormen Klangverbesserungen, andere von unverändertem Klang. Von vielen HiFi-Fans wird zumindest passives Bi-Amping als „Voodoo“ ohne klanglichen Mehrwert klassifiziert; die wahrgenommenen Klangverbesserungen seien entweder Einbildung oder Frequenzgangveränderungen aufgrund mangelhafter Umsetzung und daher vor der Zielsetzung einer linearen Wiedergabe in Wahrheit Klangverschlechterungen.

### Aktives Bi-Amping
Weitgehend Konsens besteht darüber, dass aktives Bi-Amping in bestimmten Fällen klangliche Vorteile haben kann, welche vor allem durch die Möglichkeiten einer aktiven Frequenzweiche entstehen. Hierbei ist, je nach Art der aktiven Frequenzweiche, eine höhere Anpassungsfähigkeit an die Lautsprecherbox, die Lautsprecheraufstellung und den Raum, in dem die Lautsprecher spielen, möglich. Eine aktive Frequenzweiche ist beispielsweise wesentlich variabler in ihrer Flankensteilheit und Phasengang. Dies birgt ein großes Verbesserungspotential (siehe auch Aktivbox – es handelt sich hierbei praktisch um eine Aktivbox mit externen Verstärkern).
Ein weiterer Vorteil kann durch das Fehlen der passiven Frequenzweiche entstehen, welche in bestimmten Einsatzszenarien Verzerrungen verursacht. Oft weist sie auch relativ hohe Bauteiltoleranzen auf. Diese zwei Ursachen können zu mess- und eventuell auch hörbaren Verbesserungen/Veränderungen beim Bi-Amping führen. Zudem ist bei einer direkten Kopplung des Lautsprechchassis an den Verstärkerausgang ohne die Frequenzweiche die elektrische Bedämpfung besser. Leistungsverluste der passiven Frequenzweiche entfallen.
Die Umsetzung erfordert jedoch Fachwissen und geeignete Messtechnik und ist für einen Laien nicht ohne umfangreiche Einarbeitung in die Thematik umsetzbar. Bei einer Fehlabstimmung kann aktives Bi-Amping schnell zu objektiv schlechteren Ergebnissen führen.
Nachteilig sind zudem der deutlich erhöhte Hardwareaufwand sowie die damit verbundenen zusätzlichen Kosten dieser Konfiguration.

### Passives Bi-Amping
Als Vorteil des passiven Bi-Ampings wird insbesondere der mögliche Leistungszuwachs genannt. Hier ist jedoch fraglich, womit verglichen wird. So könnte durch das Brücken zweier fürs Bi-Amping verwendeten Verstärker und ihrem Betrieb im Mono-Amping ebenso eine deutliche, potenziell sogar größere Leistungssteigerung erreicht werden. Zudem führt mehr Leistung nur zu klanglichen Vorteilen, wenn die Leistung im Mono-Amping nicht ausreicht, also in der Regel nur bei sehr hohen Lautstärken im Grenzbereich des Verstärkers.  In diesem Fall kann die gewünschte Verbesserung auch durch die Verwendung eines leistungsfähigeren Verstärkers im Mono-Amping erreicht werden. Bei der Bi-Amping-Funktion von AV-Receivern wird zudem eingewendet, dass die Leistung in der Regel durch die gemeinsame Stromversorgung aller Endstufen begrenzt würde und nicht durch die Endstufe selbst, sodass eine Verteilung auf mehr Endstufen nicht zu einem Leistungszuwachs führe.
Als weiteren Vorteil sehen die Befürworter zudem die Verringerung von Intermodulationsverzerrungen zwischen den Zweigen. Es ist jedoch umstritten, ob solche Verzerrungen überhaupt auftreten und wenn doch, ob sie hörbar sind.
Ein nicht bestrittener Vorteil ist, dass das Lautstärkeverhältnis zwischen den aufgetrennten Wegen bei entsprechenden Verstärkern individuell eingestellt werden kann. Damit ist eine Anpassung des Frequenzgangs möglich. Diese Anpassbarkeit kann jedoch bei falscher Einstellung auch zu einer ungewünschten Veränderung führen.
Nachteil des passiven Bi-Ampings sind die höheren Kosten aufgrund des zweiten Verstärkers (für Anschaffung und Stromverbrauch) und die Notwendigkeit einer doppelten Verkabelung.
Günther Nubert führt zudem an, dass es häufig zu Phasendrehungen zwischen den Verstärkern kommen kann, die klanglich deutliche Nachteile hätten. Sein Fazit ist „Bi-Amping ... kann einige Probleme verursachen und erfordert deshalb die Erfahrung von Profis.“